# Shawn Belle
Shawn James Robert Belle (* 3. Januar 1985 in Edmonton, Alberta) ist ein ehemaliger kanadischer Eishockeyspieler, der im Verlauf seiner aktiven Karriere zwischen 2001 und 2015 unter anderem 145 Spiele für die Adler Mannheim und Düsseldorfer EG in der Deutschen Eishockey Liga (DEL) auf der Position des Verteidigers bestritten hat. Darüber hinaus absolvierte Belle weitere 20 Partien für die Minnesota Wild, Canadiens de Montréal, Edmonton Oilers und Colorado Avalanche in der National Hockey League (NHL).

## Karriere

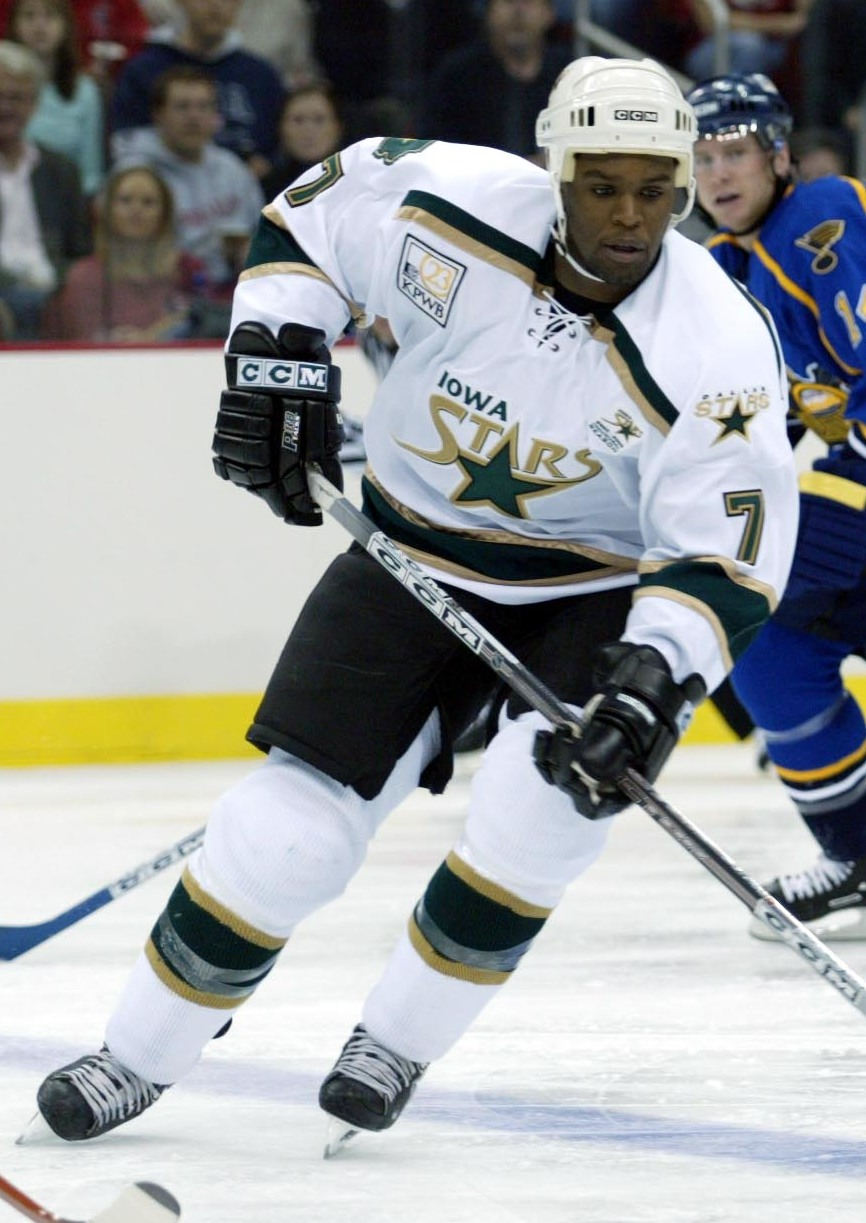
Belle im Trikot der Iowa Stars (2006)

Belle spielte zunächst bei den Knights of Columbus Squires, ehe er im Jahr 2000 über die Regina Pats aus der Western Hockey League (WHL), die ihn im WHL Bantam Draft 2000 in der ersten Runde an zehnter Stelle ausgewählt hatten, zum Ligakonkurrenten Tri-City Americans gelangte. Bei den Americans war Belle bis zum Sommer 2005 aktiv und war während dieser Zeit im NHL Entry Draft 2003 in der ersten Runde an 30. Stelle von den St. Louis Blues aus der National Hockey League (NHL) ausgewählt worden. Noch bevor der Verteidiger aber ein Spiel für das Franchise absolvierte, hatten diese seine Transferrechte für den Torwart Jason Bacashihua an die Dallas Stars abgetreten.
Ab dem Herbst 2005 lief Belle für das Farmteam Iowa Stars in der American Hockey League (AHL) auf, denen er ein Jahr lang treu blieb. Im März 2006 wurde er von Dallas gemeinsam mit Martin Škoula an die Minnesota Wild abgegeben, die im Gegenzug Willie Mitchell und ein Zweitrunden-Wahlrecht im NHL Entry Draft 2007 an Stars abgaben. Im Franchise der Wild verbrachte der Abwehrspieler die folgenden beiden Spieljahre bis zum Sommer 2008 hauptsächlich für die Houston Aeros in der AHL, kam in der Saison 2006/07 auch zu seinem NHL-Debüt. Im Juli 2008 folgte ein weiteres Transfergeschäft, das ihn im Austausch für Corey Locke zu den Canadiens de Montréal brachte. Dort war er bis Sommer 2010 auch weitgehend für das Farmteam Hamilton Bulldogs aktiv. Im Juli 2010 wechselte Belle als Free Agent für ein Jahr zu den Edmonton Oilers, in der Hoffnung sich langfristig in der NHL behaupten zu können. Dies gelang jedoch nicht und so kam er größtenteils zu Einsätzen für die Oklahoma City Barons. Bereits im Februar 2011 wechselte er vorzeitig für Kevin Montgomery in die Organisation der Colorado Avalanche.
Nachdem er über den Sommer 2011 kein neues Team in Nordamerika gefunden hatte, erhielt der Kanadier im September einen Probevertrag bei den Adler Mannheim aus der Deutschen Eishockey Liga (DEL), der in einem längerfristigen Engagement mündete. Bei seinen zwei Spielzeiten bei den Adlern wurden insbesondere seine Eigenschaften als sogenannter Enforcer geschätzt. Im Juni 2013 nahm er ein Angebot aus der Svenska Hockeyligan (SHL) von Färjestad BK an. Nach einer Saison wurde jedoch die Option für ein Folgejahr vom schwedischen Verein nicht mehr gezogen. So unterschrieb Belle für die Saison 2014/15 einen Vertrag bei KHL Medveščak Zagreb aus der Kontinentalen Hockey-Liga (KHL). Dieser wurde jedoch im August 2014 aufgrund einer bei Belle wieder auftretenden Verletzung – ohne dass es zu einem Einsatz für seinen neuen Verein gekommen war – aufgelöst. Am 10. November 2014 wurde Shawn Belle – als Ersatz für den Verletzten Tim Conboy – von der Düsseldorfer EG aus der DEL für die Saison 2014/15 nachverpflichtet. Nach dieser Spielzeit kam es jedoch zu keiner Verlängerung seines Vertrages. Im Juli 2015 wurde bekannt, dass Belle seine aktive Spielerkarriere beendet hat.

### International
Belle vertrat seit Heimatland Kanada bei der World U-17 Hockey Challenge 2002, der U18-Junioren-Weltmeisterschaft 2003 sowie den U20-Junioren-Weltmeisterschaften 2004 und 2005. Bei der World U-17 Hockey Challenge 2002 und der U20-Junioren-Weltmeisterschaft 2004 gewann er jeweils eine Silbermedaille, bei der U18-Junioren-Weltmeisterschaft 2003 und U20-Junioren-Weltmeisterschaft 2005 wurde Belle jeweils Weltmeister. Außerdem war er Mitglied des Team Canada beim Deutschland Cup 2012, das fast nur aus Spielern der DEL bestand.

## Erfolge und Auszeichnungen
- 2003 Teilnahme am CHL Top Prospects Game
- 2012 Deutscher Vizemeister mit den Adler Mannheim
- 2014 Teilnahme am AHL All-Star Classic (mit dem Färjestad BK)
- 2014 Schwedischer Vizemeister mit dem Färjestad BK

### International
- 2002 Silbermedaille bei der World U-17 Hockey Challenge
- 2003 Goldmedaille bei der U18-Junioren-Weltmeisterschaft
- 2004 Silbermedaille bei der U20-Junioren-Weltmeisterschaft
- 2005 Goldmedaille bei der U20-Junioren-Weltmeisterschaft

## Karrierestatistik

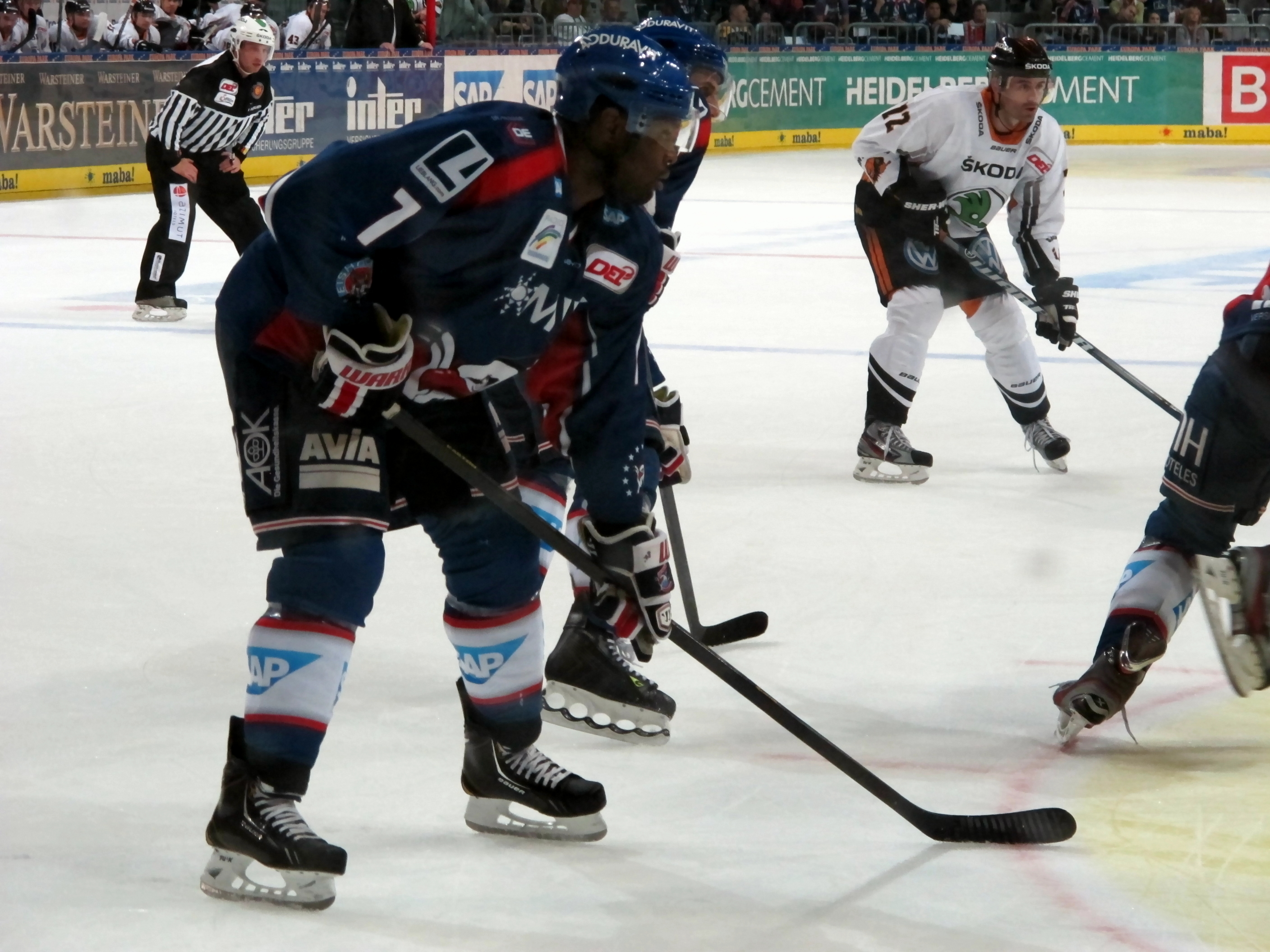
Belle als Spieler der Adler Mannheim (2012)

### International
Vertrat Kanada bei:
- World U-17 Hockey Challenge 2002
- U18-Junioren-Weltmeisterschaft 2003
- U20-Junioren-Weltmeisterschaft 2004
- U20-Junioren-Weltmeisterschaft 2005

(Legende zur Spielerstatistik: Sp oder GP = absolvierte Spiele; T oder G = erzielte Tore; V oder A = erzielte Assists; Pkt oder Pts = erzielte Scorerpunkte; SM oder PIM = erhaltene Strafminuten; +/− = Plus/Minus-Bilanz; PP = erzielte Überzahltore; SH = erzielte Unterzahltore; GW = erzielte Siegtore; 1 Play-downs/Relegation; Kursiv: Statistik nicht vollständig)